# چاودم
چاودُم یا تریتیکاله غله‌ای جدید است که به وسیله انسان و در نتیجه تلاقی ژنوم‌های گندم جنس Triticum و چاودار جنس Secale به وجود آمده‌است. نام تریتیکاله از نام علمی گونه‌های به وجود آورنده آن گرفته شده‌است. در این مورد گندم به جای گیاه مادر به کار گرفته شده و دانه‌های گرده از چاودار می‌باشد. اگر در تلاقی بین گندم و چاودار از گندم تتراپلوئید استفاده گردد تریتیکاله حاصل هگزاپلوئید خواهد بود و اگر گندم هگزاپلوئید مورد استفاده قرار گیرد تریتیکاله حاصل اکتاپلوئید خواهد بود که از عملکرد پائین برخوردار بوده که علت آن ناسازگارهای عمومی بین ژنوتیپ گندم که گیاهی خودبارور و ژنوتیپ چاودار که گیاهی است دگربارور به وجود می‌آید.
تریتیکاله بر حسب واریته‌ها (گونه) گندم و چاودار تلاقی داده شده برای تولید آن ممکن است بهاره یا زمستانه باشد. گیاهی است یکساله یا کمی بیشتر از یکسال و تیپ عمومی آن شبیه گندم است. در مقایسه با گندم از قابلیت رشد و مقاومت بیشتری برخوردار بوده و دید توقع نسبت به شرایط آب و هوایی و زمین برای پهنه‌های نامناسب توصیه شده‌است.

## خصوصیات گیاهی
تریتیکاله گیاهی است خودبارور با درصد کمی خاصیت دگرباروری. انواع تجاری آن از نوع هگزاپلوئید و دارای ۴۲ کروموزوم هستند. تریتیکاله بیشتر شبیه گندم است تا چاودار ولی در عین حال دارای خصوصیات مورفولوژیکی ویژه‌ای نیز می‌باشد.
ریشهمورفولوژیکی ریشه تریتیکاله مشابه والدین خود می‌باشد. تعداد ریشه‌های جنینی (اولیه) در ارقام مختلف از ۱ تا ۷ عدد متغیر است اما معمولاً بین ۳ تا ۵ عدد می‌باشد. ریشه‌ها از رطوبت موجود در ۱۵ تا ۴۵ سانتیمتری خاک استفاده می‌کنند و نسبت به گندم و چاودار بیشتر در لایه‌های سطحی خاک متمرکز شده‌اند.
ساقهساقه تریتیکاله ماشوره‌ای است دارای ظرفیت پنجه‌زنی مابین است. طول مدت پنجه‌زنی در دماهای کم طولانی می‌باشد.
برگبرگ‌ها همانند سایر غلات از محل گره‌های ساقه خارج شده و به‌طور متناوب در طول ساقه قرار گرفته‌اند. هر برگ از دو قسمت پهنک و غلاف تشکیل شده‌است.
گلگلدهی در تریتیکاله معمولاً همانند گندم است اما رسیدگی اغلب آهسته‌تر صورت می‌گیرد و از طرفی در تریتیکاله مدت گلدهی نسبت به گندم طولانی‌تر است. در تریتیکاله پوشه‌ها غیر متقارن و پوشینه‌ها متقارن می‌باشد که وجود این خصوصیات باعث تشخیص آن از سنبله گندم می‌گردد. ارقام تریتیکاله به‌طور معمول ریشک‌دار هستند اما ارقام بدون ریشک نیز در بعضی از آن‌ها مشاهده می‌گردد.
دانهشکل خارجی دانه کاملاً شبیه به گندم و چاودار می‌باشد. دانه‌ها درون گلچه‌ها رشد کرده و معمولاً در هر سنبلچه ۲ تا ۳ عدد هستند. هنگام رسیدن رطوبت بذر در حدود ۱۳ تا ۱۴ درصد بوده و پدیده ریزش دانه هنگام برداشت کمتر مشاهده می‌گردد دانه تریتیکاله بلندتر از گندم است ۱۰ تا ۱۲ میلی‌متر طول و ۳ میلی‌متر عرض دارد.

## سازگاری
ترتیکاله به دامنه وسیعی از شرایط اقلیمی متفاوت سازگاری دارد؛ و همین عامل آن را به عنوان یک گیاه شاخصی در میان غلات معرفی می‌نماید. تریتیکاله از آنجایی‌که ارزش غذایی بالاتری نسبت به چاودار دارد می‌تواند جایگزین مناسبی برای چاودار مخصوصاً در نقاطی که کشت گندم امکان‌پذیر نیست یا عملکرد مناسبی از آن به دست نمی‌آید باشد این امر یک امتیاز اقتصادی مهم در نقاط مختلف دنیا برای این گیاه محسوب می‌گردد.
نورتریتیکاله‌های اولیه با وجود دوره رشد طولانی احتیاج به طول روز زیاد داشته‌اند انتقال صفت و عدم حساسیت به طول روز از گندم‌های مکزیکی به تریتیکاله باعث بهبود سازگاری آن در نواحی با عرض‌های کم گردیده‌است و ارقام تولید شده به طول روز غالباً بی‌تفاوت بوده و محدودیتی از نظر تاریخ کاشت ندارند.
حرارتدر تریتیکاله حداقل دما برای شروع جوانه زنی ۵ درجه سانتیگراد، دمای مطلوب ۲۰ درجه سانتیگراد و حداکثر دما برای شروع جوانه زنی ۳۰ درجه سانتیگراد گزارش شده‌است و مقاومت به سرما در بعضی از واریته‌ها مشابه گندم و چاودار زمستانه است و همچنین مشخص شده تحمل تریتیکاله نسبت به دماهای کم در اوایل دوره رشد رویشی بیشتر از گندم است.
رطوبتتحمل به خشکی در نواحی نیمه خشک از قبیل مناطق جنوبی با بارندگی سالانه حداکثر ۴۰۰ تا ۷۰۰ میلی‌متر قابل توجه بوده و تحت این شرایط عملکرد نسبتاً مطلوبی به دست آمده‌است و بعضی از ارقام آن تحمل به خشکی آن نسبت به گندم بیشتر می‌باشد.
خاکمطابق گزارش‌ها رسیده از نواحی مختلف دنیا تریتیکاله جایگزین مناسبی برای چاودار در خاک‌های غیر حاصلخیز و شنی می‌باشد با این تفاوت که عملکرد آن در این نواحی به مراتب بیشتر است از چاودار. همچنین مشخص شده‌است که تریتیکاله دامنه سازگاری وسیعی به کاشت در خاک‌های اسیدی با اسدیسته (PH) کم دارد و همچنین تریتیکاله گیاهی است مقاوم به شوری به خصوص مقاومت به شوری در مراحل اولیه رشد در مقایسه با گندم و جو کاملاً مشهود است. عملکرد تا میزان۳٫۷ دسیزیمنس در متر (واحد شوری و معادل میلی موس در سانتیمتر) تحت تأثیر شوری خاک قرار می‌گیرد.
تناوب زراعیتریتیکاله از نظر خصوصیات مورفولوژیکی از جمله شکل و ساختمان ریشه، اندام‌های هوایی و دوره رشد و نمو شبیه گندم می‌باشد لذا معمولاً در مقایسه می‌توان آن را در ردیف گندم قرار داد؛ بنابراین تحت شرایط متفاوت آب و هوایی، تناوبی که برای گندم توصیه می‌شود جهت تریتیکاله نیز صادق است.
آماده‌سازی زمینکلیه مراحل آماده‌سازی زمین مانند گندم و جو در منطقه می‌باشد و کشت با بذرکارهای غلات صورت می‌پذیرد.
تاریخ کاشتبا توجه به این که کمینه دما برای جوانه زدن تریتیکاله مانند چاودار و یولاف ۲ تا ۳درجه سانتیگراد است ولی زود کاشت آن به مدت ۱۰ روز در قیاس با گندم (مرسوم در منطقه) باعث پر شدن مناسبتر دانه می‌گردد.
میزان بذر و تراکم بوتهتراکم بوته دارای همبستگی قبلی با شرایط دوره رویش و تأمین رطوبت آن زمان دارد؛ و تراکم بوته با میزان رطوبت می‌تواند راندمان استفاده از آب و عملکرد را در حد مطلوب حفظ نماید. رویهم رفته تعداد ۳۵۰ تا ۴۰۰ بوته در هر متر مربع که مترادف است با ۱۴۰ تا ۱۶۰ کیلوگرم بذر در شرایط حاصلخیزی متوسط و به قوه نامیه استاندارد مناسب تشخیص داده شده‌است.
عمق کاشتعمق کاشت در زراعت تریتیکاله از گندم کمتر می‌باشد آزمایش‌ها انجام شده در کمیت نشان می‌دهد که عمق کاشت بیشتر از ۶ سانتیمتر می‌تواند عملکرد را کاهش دهد در صورتی که عملکرد گندم وقتی عمق بذرکاری ۹ سانتیمتر باشد نیز کاهش پیدا نمی‌کند اما عمق بذرکاری تریتیکاله به دلیل پایین بودن قدرت نامیه بذر نباید بیشتر از ۶ سانتیمتر گردد. عمق مطلوب کاشت ۲ تا ۴ سانتیمتر می‌باشد و کاشت عمیق‌تر، تراکم بوته وعملکرد دانه را کاهش می‌دهد.

## نیازهای غذایی تریتیکاله
فاکتورهایی نظیر آب و هوا، حاصلخیزی خاک، رطوبت و ژنوتیپ و نوع برداشت (علوفه و دانه یا علوفه) باید مد نظر گرفته شود ولی در شرایط حاصلخیزی متوسط تا نامناسب برای کسب عملکرد مطلوب و در تاریخ کاشت اپتیمم افزایش ۸۰ کیلوگرم P و ۸۰ کیلوگرم K و ۱۲۰ کیلوگرم N در هکتار تاکنون عملکرد قابل قبول دانه را همراه داشته‌است.

## آبیاری
در آزمایش‌های که در کشور صورت پذیرفته در شرایط حاصلخیزی محدود و بارندگی طبیعی طی سه سال به ترتیب ۴۴۳، ۳۰۹، ۲۳۹ میلی‌متر طی دوره رویش نشان داده که عملکرد دانه ارقام تریتیکاله حدود۲۱ درصد بر عملکرد گندم برتری داشته که به نظر در شرایط بسیار مناسب بارندگی تا ۴۰۰ میلی‌متر بهترین راندمان را دارا می‌باشد. در شرایط آبیاری با توجه به اینکه بین عملکرد دانه و طول پر شدن آن همبستگی قوی و مثبت وجود دارد و در زمان پر شده دانه نیاز به آب مشاهده می‌گردد. همچنین تأمین آب نیاز به بستگی به نوع برداشت نیز دارد (شرایط دومنظوره علوفه بی دانه).
در استان خراسان پس از یک تا دو نوبت سر چر داده در اوایل بهار اقدام به کود دهی و آبیاری بعدی می‌نمایند و کشت آن در اکثر اراضی که از آب برخوردار است توصیه می‌شود. در کل اگر مانند گندم و جو آبیاری شود عملکرد بسیار خوبی خواهد داشت.

## علف‌های هرز
وجود علف‌های هرز در مزارع از این نظر که بر روی رشد گیاهان زراعی اثر نامطلوب دارند همواره مشکل ساز بوده‌است لذا مبارزه با علف‌های هرز توسط روش‌های متفاوت شیمیایی، زراعی و مکانیکی صورت می‌پذیرد. علف‌های هرز مزارع تریتیکاله مشابه علف‌های هرز مزارع گندم می‌باشد به این جهت کلیه روش‌هایی که برای مبارزه با علف‌های هرز مزارع گندم استفاده می‌شود را در مورد تریتیکاله می‌توان اعمال نمود. از آنجایی‌که در مراحل اولیه نسبت به علف‌های هرز دارای رشد سریعتر می‌باشد لذا می‌توان با سایه اندازی بر روی علف‌های هرز مانع رشد یا کاهش رشد آن‌ها گردید که این امر خود نوعی کنترل بیولوژیکی است که از طریق تریتیکاله اعمال می‌گردد.

## بیماری‌ها
تریتیکاله دارای خصوصیات مطلوب تحمل به بیماری‌هایی مثل کتولگی جو، زنگ قهوه ای، سفیدک و سیاهک بوده و در مقابل آفاتی چون شته روسی زنبور از تحمل خوبی برخوردار است.

## برداشت تریتیکاله
اگرچه هدف از به وجود آوردن تریتیکاله بدواً مصادف تغذیه انسان بوده ولی هم‌اکنون عمدتاً به عنوان یک نبات علوفه‌ای در جهان کشت می‌گردد و در قیاس با جو میزان دانه تولیدی دو برابر عملکرد دانه جو و مجموع ماده خشک (علوفه تولیدی پس از هر چین و دانه استحصالی) ۱٫۵برابر جو است عملکرد دانه دو رقم تریتیکاله مناسب ایران در مقایسه با ارقام شاهد گندم اصلاح شده مجموعاً ۲۰ درصد برتری عملکرد داشته‌است که در تمام مناطق نسبت به گندم باید در نظر گرفته شود. در استان خراسان در صورتی‌که در طول مراحل اولیه رشد سرچر داده شود میزان تولید دانه در هکتار حدود ۳٫۵ تا ۴ تن بوده و در صورتی‌که برداشت علوفه صورت نپذیرد متوسط عملکرد دانه ۶ تا ۷ تن در هکتار بوده‌است. عملکرد آن در کشورهای جهان متفاوت بوده و در بعضی کشورها میانگین عملکرد ۶٫۸ تا ۷٫۵ ولی طبق گزارش‌ها عملکرد آن بیش از۹ تن در هکتار می‌باشد. برداشت آن شبیه به سایر غلات با کمباین صورت می‌پذیرد. این گیاه مقاومت خوبی نسبت به ریزش دانه دارد.

## معایب تریتیکاله
1. ظاهر چروکیده
2. وجود شکاف طولی عمیق که محل تجمع میکروب‌ها به خصوص قارچها می‌باشد.
3. کیفت کم پروتئین تریتیکاله نسبت به گندم. پروتین بیشتری نسبت به گندم دارد
4. کم بودن هکتولیتر در تریتیکاله[۳]

## پی‌نوشت
1. ↑  «چاودُم» [کشاورزی، شاخهٔ زراعت و اصلاح نباتات] هم‌ارزِ «تریتیکاله» (به انگلیسی: triticale)؛ منبع: گروه واژه‌گزینی. (۱۳۷۶-۱۳۸۵). فرهنگ واژه‌های مصوب فرهنگستان. تهران: انتشارات فرهنگستان زبان و ادب فارسی. شابک ۹۷۸-۹۶۴-۷۵۳۱-۷۷-۱ (ذیل سرواژهٔ triticale)
2. ↑  «سایت جهاد کشاورزی استان گلستان». بایگانی‌شده از اصلی در ۲ آوریل ۲۰۰۹. دریافت‌شده در ۱۷ اوت ۲۰۱۷.
3. ↑  جزوه غلات دکتر کدیور. دانشگاه صنعتی اصفهان